# Đội trẻ và Học viện Chelsea F.C.
Đội dự bị Chelsea F.C. là đội U-23 của Câu lạc bộ bóng đá Chelsea. Họ đang thi đấu tại Premier League 2, cấp độ cao nhất của bóng đá Anh dành cho đội dự bị. Họ từng lên ngôi vô địch mùa giải 2013-14. Đội bao gồm phần lớn những cầu thủ dưới 21 tuổi của câu lạc bộ, mặc dù các các thủ của đội một vẫn có thể tham dự, ví dụ như khi họ trong quá trình hồi phục chấn thương. Đội U-23 đang được dẫn dắt bởi Adrian Viveash.
Đội học viện Chelsea F.C. là đội U-18 của Câu lạc bộ bóng đá Chelsea. Họ đang tham dự Professional U18 Development League. Từng lên ngôi vô địch FA Youth Cup các năm 1960, 1961, 2010, 2012, 2014, 2015 và 2016 giành á quân các năm 1958, 2008 và 2013. Đội được huấn luyện bởi Joe Edwards. Được đánh giá là một trong những học viện tốt nhất của bóng đá Anh  đã cung cấp ra các cầu thủ nổi tiếng như anh em Ron và Allan Harris, Peter Bonetti, Bobby Tambling, Barry Bridges, Bert Murray, John Hollins, Peter Osgood, Ray Wilkins, Graeme Le Saux, Bobby Smith, Terry Venables, Jimmy Greaves, và John Terry.
Neil Bath là Trưởng bộ phận phát triển cầu thủ trẻ có trách nhiệm điều hành hoạt động của học viện cùng với Michael Emenalo người từng là Giám đốc kỹ thuật,, có trách nhiệm phát hiện và tuyển mộ các cầu thủ trẻ trên khắp Thế giới.
Từ mùa 2013–14, đội U-21 thi đấu trên sân nhà của Aldershot Town là Recreation Ground. Đội U-18 thi đấu tại Trung tâm huấn luyện Cobham của câu lạc bộ nằm ở Cobham, Surrey. Cả hai đội thường sử dụng sân nhà của câu lạc bộ Stamford Bridge cho các trận đấu quan trọng.

## Đội hình hiện tại

### Đội U21
Tính đến 1 tháng 1, 2023
Ghi chú: Quốc kỳ chỉ đội tuyển quốc gia được xác định rõ trong điều lệ tư cách FIFA. Các cầu thủ có thể giữ hơn một quốc tịch ngoài FIFA.
| Số | VT | Quốc gia | Cầu thủ            |
| -- | -- | -------- | ------------------ |
| 40 | TM | Anh      | Teddy Sharman-Lowe |
| 41 | TV | Anh      | Charlie Webster    |
| 42 | HV | Anh      | Bashir Humphreys   |
| 43 | HV | Anh      | Josh Brooking      |
| 45 | HV | Anh      | Zak Sturge         |
| 46 | TV | Ý        | Cesare Casadei     |
| 48 | TĐ | Anh      | Mason Burstow      |
| 49 | TV | Anh      | Ben Elliott        |
| 50 | TM | Wales    | Eddie Beach        |
| 52 | TV | Anh      | Dion Rankine       |
| 55 | HV | Anh      | Dylan Williams     |

| Số | VT | Quốc gia | Cầu thủ           |
| -- | -- | -------- | ----------------- |
| 56 | TV | Jamaica  | Omari Hutchinson  |
| 57 | HV | Anh      | Derrick Abu       |
| 58 | HV | Anh      | Alfie Gilchrist   |
| 59 | TĐ | Anh      | Malik Mothersille |
| 60 | TM | Maroc    | Sami Tlemcani     |
| 61 | TĐ | Anh      | Jude Soonsup-Bell |
| 62 | TĐ | Phần Lan | Jimi Tauriainen   |
| 63 | TĐ | Anh      | Silko Thomas      |
| 67 | TV | Anh      | Lewis Hall        |
| —  | HV | Hà Lan   | Juan Castillo     |
| —  | TV | Anh      | Joe Haigh         |

### Đội U19 và U18
Tính đến 2 tháng 9, 2022
Ghi chú: Quốc kỳ chỉ đội tuyển quốc gia được xác định rõ trong điều lệ tư cách FIFA. Các cầu thủ có thể giữ hơn một quốc tịch ngoài FIFA.
| Số | VT | Quốc gia | Cầu thủ                  |
| -- | -- | -------- | ------------------------ |
| 64 | TV | Anh      | Leo Castledine           |
| 65 | TĐ | Anh      | Louis Flower             |
| 66 | TV | Anh      | Billy Gee                |
| 68 | HV | Anh      | Brodi Hughes             |
| 70 | TM | Anh      | Teddy Curd               |
| 71 | TĐ | Anh      | Tudor Mendel-Idowu       |
| 72 | HV | Anh      | Richard Olise            |
| 73 | TV | Anh      | Samuel Rak-Sakyi         |
| 74 | TĐ | Anh      | Zain Silcott-Duberry     |
| 75 | TĐ | Anh      | Ronnie Stutter           |
| 80 | TM | Anh      | Max Merrick              |
| 81 | TĐ | Anh      | Donnell McNeilly         |
| 82 | HV | Anh      | Harrison Murray-Campbell |
| 83 | TV | Anh      | Kiano Dyer               |

| Số | VT | Quốc gia | Cầu thủ                       |
| -- | -- | -------- | ----------------------------- |
| —  | TM | Anh      | Prince Adegoke                |
| —  | TM | Anh      | Luke Campbell                 |
| —  | HV | Anh      | Josh Acheampong               |
| —  | HV | Anh      | Travis Akomeah                |
| —  | HV | Anh      | Somto Boniface                |
| —  | HV | Anh      | Noah Hay                      |
| —  | HV | Anh      | Kaiden Wilson                 |
| —  | TV | Anh      | Michael Golding               |
| —  | TV | Anh      | Harrison McMahon              |
| —  | TV | Anh      | Reiss Alexander Russell-Denny |
| —  | TĐ | Anh      | Ato Ampah                     |
| —  | TĐ | Anh      | Chinonso Chibueze             |
| —  | TĐ | Anh      | Tyrique George                |

## Ban huấn luyện
Tính đến 3 tháng 7, 2022
| Cố vấn kỹ thuật            | Claude Makélélé |
| Trưởng bộ phận đào tạo trẻ | Neil Bath       |
| HLV trưởng đội U23         | Mark Robinson   |
| Trợ lý đội U23             | Jon Harley      |
| Trợ lý đội U23             | Jack Mesure     |
| HLV trưởng đội U18         | Ed Brand        |
| Trợ lý đội U18             | Andy Ross       |
| Trợ lý đội U18             | Jimmy Smith     |

## Các cầu thủ nổi bật của Học viện
Danh sách cầu thủ có ít nhất 10 trận thi đấu cho đội tuyển quốc gia hoặc có 100 trận cho Chelsea. Cầu thủ đang thuộc biên chế của Chelsea, bao gồm đang được cho mượn tại các câu lại bộ khác, được in đậm.
| - Bertrand Traoré - Tomáš Kalas - Andreas Christensen - Gaël Kakuta - Bobby Smith - Peter Brabrook - Jimmy Greaves - Ken Shellito - Barry Bridges - Bobby Tambling - Peter Bonetti - Terry Venables - Bert Murray - Ron Harris - John Hollins - Peter Osgood | - Alan Hudson - Ray Wilkins - Carlton Palmer - John Terry - Ryan Bertrand - Ruben Loftus-Cheek - Declan Rice - Mason Mount - Momodou Ceesay - Robert Huth - Jóhann Berg Guðmundsson - Frank Sinclair - Graeme Le Saux - Mbark Boussoufa - Jeffrey Bruma | - Nathan Aké - Patrick van Aanholt - Ola Aina - George Saville - Neil Etheridge - Phil Younghusband - James Younghusband - Craig Burley - Tommy Law - Miroslav Stoch - Dean Furman - Gökhan Töre - Will Donkin - Gareth Hall - Andy King |

## Cầu thủ trẻ xuất sắc nhất năm
Nguồn: chelseafc.com
| Năm  | Người giành giải            |
| ---- | --------------------------- |
| 1983 | Keith Dublin                |
| 1984 | Robert Isaac                |
| 1985 | Gareth Hall                 |
| 1986 | Mick Bodley                 |
| 1987 | Jason Cundy                 |
| 1988 | Eddie Cunnington            |
| 1989 | ----- Không được trao ----- |
| 1990 | ----- Không được trao ----- |
| 1991 | Andy Myers                  |
| 1992 | Zeke Rowe                   |
| 1993 | Neil Shipperley             |
| 1994 | Mark Nicholls               |
| 1995 | Chris McCann                |
| 1996 | Jody Morris                 |
| 1997 | Nick Crittenden             |
| 1998 | John Terry                  |
| 1999 | Samuele Dalla Bona          |

| Năm  | Người giành giải   |
| ---- | ------------------ |
| 2000 | Rhys Evans         |
| 2001 | Leon Knight        |
| 2002 | Carlton Cole       |
| 2003 | Robert Huth        |
| 2004 | Robert Huth        |
| 2005 | Robert Huth        |
| 2006 | Lassana Diarra     |
| 2007 | John Obi Mikel     |
| 2008 | Đội trẻ U18        |
| 2009 | Michael Mancienne  |
| 2010 | Đội trẻ U18        |
| 2011 | Josh McEachran     |
| 2012 | Lucas Piazon       |
| 2013 | Nathan Aké         |
| 2014 | Lewis Baker        |
| 2015 | Kurt Zouma         |
| 2016 | Ruben Loftus-Cheek |

## Cầu thủ học viện xuất sắc nhất năm
| Năm  | Người giành giải |
| ---- | ---------------- |
| 2015 | Dominic Solanke  |
| 2016 | Fikayo Tomori    |

## Cầu thủ học viện lên đội 1 (1992–nay)
— Cầu thủ hiện vẫn đang thi đấu cho Chelsea, gồm cả các cầu thủ đang được cho mượn ở câu lạc bộ khác, được in đậm.
— Tính tới 15 tháng 5 năm 2016
| Cầu thủ             | Câu lạc bộ hiện tại      | Sinh              | Tuyển quốc gia | Ra mắt                                        | Huấn luyện viên     |
| ------------------- | ------------------------ | ----------------- | -------------- | --------------------------------------------- | ------------------- |
| Neil Shipperley     | Đã giải nghệ             | Chatham           | U21 Anh        | Tuổi 18 v Southampton, 10/4/1993              | David Webb          |
| Michael Duberry     | Đã giải nghệ             | Enfield           | U21 Anh        | Tuổi 18 v Coventry City, 4/5/1994             | Glenn Hoddle        |
| Jody Morris         | Đã giải nghệ             | Hammersmith       | U21 Anh        | Tuổi 17 v Middlesbrough, 4/2/1996             | Glenn Hoddle        |
| Mark Nicholls       | Đã giải nghệ             | Hillingdon        |                | Tuổi 19 v Leicester City, 12/10/1996          | Ruud Gullit         |
| Neil Clement        | Đã giải nghệ             | Reading           | U18 Anh        | Tuổi 19 v West Ham United, 21/12/1996         | Ruud Gullit         |
| Paul Hughes         | Đã giải nghệ             | Hammersmith       |                | Tuổi 21 v Derby County, 18/1/1997             | Ruud Gullit         |
| Nick Colgan         | Đã giải nghệ             | Drogheda          | ĐTQG Ireland   | Tuổi 24 v West Ham United, 12/3/1997          | Ruud Gullit         |
| Joe Sheerin         | Đã giải nghệ             | Hammersmith       |                | Tuổi 18 v Wimbledon, 22/4/1997                | Ruud Gullit         |
| Steven Hampshire    | Đã giải nghệ             | Edinburgh         |                | Tuổi 16 v Blackburn Rovers, 15/10/1997        | Ruud Gullit         |
| Nick Crittenden     | Dorchester Town          | Bracknell         |                | Tuổi 19 v Southampton, 19/11/1997             | Ruud Gullit         |
| Jon Harley          | Đã giải nghệ             | Maidstone         | U21 Anh        | Tuổi 19 v Derby County, 5/4/1998              | Gianluca Vialli     |
| John Terry          | Chelsea                  | Barking           | ĐTQG Anh       | Tuổi 17 v Aston Villa, 28/10/1998             | Gianluca Vialli     |
| Mikael Forssell     | HJK                      | Steinfurt         | ĐTQG Phần Lan  | Tuổi 19 v Arsenal, 31/1/1999                  | Gianluca Vialli     |
| Rob Wolleaston      | Đã giải nghệ             | Perivale          |                | Tuổi 19 v Huddersfield Town, 13/10/1999       | Gianluca Vialli     |
| Samuele Dalla Bona  | Đã giải nghệ             | San Donà di Piave | Italy U21      | Tuổi 18 v Feyenoord, 24/11/1999               | Gianluca Vialli     |
| Leon Knight         | Cầu thủ tự do            | Hackney           | U20 Anh        | Tuổi 19 v Levski Sofia, 27/9/2001             | Claudio Ranieri     |
| Joel Kitamirike     | Đã giải nghệ             | Kampala           |                | Tuổi 18 v Hapoel Tel Aviv, 18/10/2001         | Claudio Ranieri     |
| Joe Keenan          | Đã giải nghệ             | Southampton       |                | Tuổi 19 v Aston Villa, 9/2/2002               | Claudio Ranieri     |
| Carlton Cole        | Cầu thủ tự do            | Croydon           | ĐTQG Anh       | Tuổi 18 v Everton, 6/4/2002                   | Claudio Ranieri     |
| Robert Huth         | Leicester City           | Berlin            | ĐTQG Đức       | Tuổi 17 v Aston Villa, 11/5/2002              | Claudio Ranieri     |
| Filipe Oliveira     | Videoton                 | Braga             | U21 Bồ Đào Nha | Tuổi 18 v Viking, 19/9/2002                   | Claudio Ranieri     |
| Alexis Nicolas      | Đã giải nghệ             | Westminster       | U21 Síp        | Tuổi 20 v Scarborough, 24/1/2004              | Claudio Ranieri     |
| Steven Watt         | Hastings United          | Aberdeen          | U21 Scotland   | Tuổi 19 v Scunthorpe United, 8/1/2005         | José Mourinho       |
| Anthony Grant       | Port Vale                | Lambeth           | U19 Anh        | Tuổi 17 v Manchester United, 10/5/2005        | José Mourinho       |
| Lenny Pidgeley      | Unattached               | Twickenham        | U20 Anh        | Tuổi 21 v Charlton Athletic, 7/5/2005         | José Mourinho       |
| Jimmy Smith         | Crawley Town             | Newham            | U19 Anh        | Tuổi 19 v Newcastle United, 7/5/2006          | José Mourinho       |
| Ben Sahar           | Hapoel Be'er Sheva       | Holon             | ĐTQG Israel    | Tuổi 18 v Macclesfield Town, 6/1/2007         | José Mourinho       |
| Michael Woods       | Hartlepool United        | York              | U19 Anh        | Tuổi 16 v Macclesfield Town, 6/1/2007         | José Mourinho       |
| Scott Sinclair      | Aston Villa              | Bath              | U21 Anh        | Tuổi 17 v Wycombe Wanderers, 10/1/2007        | José Mourinho       |
| Sam Hutchinson      | Sheffield Wednesday      | Windsor           | U19 Anh        | Tuổi 17 v Everton, 13/5/2007                  | Avram Grant         |
| Miroslav Stoch      | Fenerbahçe               | Nitra             | ĐTQG Slovakia  | Tuổi 19 v Arsenal, 30/11/2008                 | Luiz Felipe Scolari |
| Michael Mancienne   | Nottingham Forest        | Feltham           | U21 Anh        | Tuổi 21 v Watford, 14/2/2009                  | Guus Hiddink        |
| Fabio Borini        | Sunderland               | Bentivoglio       | ĐTQG Ý         | Tuổi 18 v Tottenham Hotspur, 20/9/2009        | Carlo Ancelotti     |
| Jeffrey Bruma       | VfL Wolfsburg            | Rotterdam         | ĐTQG Hà Lan    | Tuổi 17 v Blackburn Rovers, 24/10/2009        | Carlo Ancelotti     |
| Gaël Kakuta         | Hebei China Fortune      | Lille             | U21 Pháp       | Tuổi 18 v Wolverhampton Wanderers, 21/11/2009 | Carlo Ancelotti     |
| Patrick van Aanholt | Sunderland               | 's-Hertogenbosch  | ĐTQG Hà Lan    | Tuổi 19 v Portsmouth, 24/3/2010               | Carlo Ancelotti     |
| Josh McEachran      | Brentford                | Oxford            | U21 Anh        | Tuổi 17 v MŠK Žilina, 15/9/2010               | Carlo Ancelotti     |
| Jacob Mellis        | Bury                     | Nottingham        | U19 Anh        | Tuổi 19 v MŠK Žilina, 23/11/2010              | Carlo Ancelotti     |
| Ryan Bertrand       | Southampton              | Southwark         | ĐTQG Anh       | Tuổi 21 v Birmingham City, 20/4/2011          | Carlo Ancelotti     |
| Lucas Piazon        | Chelsea                  | São Paulo         | U23 Brazil     | Tuổi 18 v Wolverhampton Wanderers, 25/9/2012  | Roberto Di Matteo   |
| Nathan Aké          | Bournemouth              | The Hague         | U21 Hà Lan     | Tuổi 17 v Norwich City, 26/12/2012            | Rafael Benítez      |
| Tomáš Kalas         | Fulham                   | Olomouc           | ĐTQG CH Séc    | Tuổi 20 v Arsenal, 29/10/2013                 | José Mourinho       |
| Lewis Baker         | Vitesse                  | Luton             | U21 Anh        | Tuổi 18 v Derby County, 5/1/2014              | José Mourinho       |
| John Swift          | Reading                  | Portsmouth        | U21 Anh        | Tuổi 18 v Cardiff City, 11/5/2014             | José Mourinho       |
| Dominic Solanke     | Chelsea                  | Basingstoke       | U21 Anh        | Tuổi 17 v Maribor, 21/10/2014                 | José Mourinho       |
| Andreas Christensen | Borussia Mönchengladbach | Lillerød          | ĐTQG Đan Mạch  | Tuổi 18 v Shrewsbury Town, 28/10/2014         | José Mourinho       |
| Ruben Loftus-Cheek  | Chelsea                  | Lewisham          | U21 Anh        | Tuổi 18 v Sporting Lisbon, 10/12/2014         | José Mourinho       |
| Isaiah Brown        | Chelsea                  | Peterborough      | U19 Anh        | Tuổi 18 v West Bromwich Albion, 18/5/2015     | José Mourinho       |
| Jake Clarke-Salter  | Chelsea                  | Carshalton        | U19 Anh        | Tuổi 18 v Aston Villa, 2/4/2016               | Guus Hiddink        |
| Tammy Abraham       | Chelsea                  | London            | U19 Anh        | Tuổi 18 v Liverpool, 11/5/2016                | Guus Hiddink        |
| Fikayo Tomori       | Chelsea                  | Calgary           | U19 Anh        | Tuổi 18 v Leicester City, 15/5/2016           | Guus Hiddink        |

## Danh hiệu

### Đội dự bị
- Professional U21 Development League League 1
  - (1): 2014
- The Football Combination
  - (11): 1948–49, 1954–55, 1957–58, 1959–60, 1960–61, 1964–65, 1974–75, 1976–77, 1984–85, 1990–91, 1993–94
- Premier Reserve League - Vô địch Quốc gia
  - (1): 2010–11
- Premier Reserve League - Vô địch phía Nam
  - (1): 2010–11
- London Challenge Cup
  - (5): 1919–20, 1926–27, 1949–50, 1959–60, 1960–61

### Đội học viện
- UEFA Youth League
  - (2): 2015, 2016
- FA Youth Cup
  - (7): 1960, 1961, 2010, 2012, 2014, 2015, 2016
- Giải bóng đá trẻ Bắc Ireland (U-15)
  - (1): 2010